# Марвін Гаглер
Марвін Гаглер  (англ. Marvin Hagler; 23 травня 1954, Ньюарк (Нью-Джерсі), США — 13 березня 2021) — американський боксер професіонал середньої вагової категорії. Чемпіон світу в середній (версія WBC, 1980—1987; версія WBA, 1980-—1987; версія IBF, 1983—1987) ваговій категорії. Переміг 11 бійців (з них 10 нокаутом) за титул чемпіона світу. «Боксер року за версією журналу «Ринг»» (1983, 1985). Один із найсильніших боксерів 1980-тих років.

## Біографія
Марвін Гаглер народився 23 травня 1954 року в місті Ньюарк, що в штаті Нью-Джерсі. Він ріс у багатодітній родині без батька, яка жила в орендованій квартирі в непрестижній старій частині міста. Незабаром після сумнозвісних расових заворушень, які потрясли Ньюарк влітку 1967 року і особисто торкнулися 13-річного Хаглера, оскільки в ході заворушень була зруйнована квартира, що орендувалась його сім'єю, мати Марвіна — Іда Травні — вирішила перевезти дітей в Броктон, штат Массачусетс, де проживала її сестра. Таким чином, з 1969 року Марвін жив в місті, в якому народився і жив один з найбільших суперважковаговиків в історії боксу Роккі Марчіано. Як ми тепер знаємо, доля так розпорядилася, що Броктон виплекав ще одного легендарного кулачного бійця — Марвіна Хаглера. Пізнавши всю «красу» безбатченка і злиднів, Марвін в 15-річному віці кинув школу, а незадовго після цього у нього народився син Чемп. Щоб прогодувати свого сина і цивільну дружину, тоді ще неповнолітньому Хаглеру довелося не тільки працювати на будівництвах, але навіть займатися дрібним вуличним злодійством. За спогадами Марвіна, займаючись цим, йому доводилося «багато тікати, а отримувати мало».

## Спортивна кар'єра:1973–1987
Дебютував в травні 1973 року. Всю кар'єру провів в середній вазі.
У 1974 року провів два бої з олімпійським чемпіоном 1972 року Реєм Сілсом. У першому бою Хаглер переміг за очками, в матч-реванш була зафіксована нічия.
У 1976 року двічі програв маловідомим боксерам. Пізніше Хаглер в реванші обох переміг.
У лютому 1979 року в третій раз зустрівся з Реєм Сілсом і здобув перемогу технічним нокаутом. У листопаді цього ж року Марвін Хаглер вийшов на ринг проти чемпіона в середній вазі за версіями WBC і WBA Віто Антуофермо. Бій закінчився внічию. Результат був спірним. Експерти визнали, що Хаглера обікрали судді.
У вересні 1980 року Хаглер вийшов на ринг проти нового чемпіона в тій же вазі і по тих же версіях Мінтера Алана. Хаглер переміг чемпіона технічним нокаутом у 3-му раунді.
У січні 1981 року Хаглер нокаутував непереможного Фульхенсіо Обельмейхаса.
У червні 1981 року відбувся повторний бій між Марвіном Хаглером і Віто Антуофермо. Хаглеру була присуджена перемога технічним нокаутом через розсічення у Антуофермо після 4-го раунду.
У жовтні 1981 року Хаглер переміг технічним нокаутом Мустафу Хамшо. Бій зупинили через розсічення у претендента.
У березні 1982 року Хаглер в 1-му раунді нокаутував Вільяма Лі.
У жовтні 1982 року відбувся повторний бій між Марвіном Хаглером і Фульхенсіо Обельмейхасом. Хаглер нокаутував противника в 5-му раунді.
У лютому 1983 року Хаглер нокаутував Сібсона Тоні.
У травні 1983 року Хаглер нокаутував Сайпіона Уїлфорда. На кону також стояв вакантний титул нової боксерської організації IBF.
У листопаді 1983 року Хаглер переміг одноголосним рішенням колишнього чемпіона в 3-х вагових категоріях Роберто Дюрана.
У березні 1984 року Хаглер зустрівся з Хуаном Домінго Рональдом. На перших секундах 1-го раунду Рольдан відправив Хаглера в нокдаун — 1-й і єдиний в його кар'єрі. Більшість фахівців вважають, що Хаглер послизнувся, і суддя відкрив рахунок помилково. Хаглер нокаутував претендента в 10-му раунді.
У жовтні 1984 року у відбувся повторний бій між Марвіном Хаглером і Мустафою Хамшо. Хаглер нокаутував противника в 3-му раунді.
У квітні 1985 року відбувся бій між Марвіном Хаглером і чемпіоном в 2-х вагових категоріях Томасом Хірнсом. Це був один з найбільш видовищних боїв за всю історію боксу. Хірнс запропонував Хаглеру відкритий агресивний бій, і Хаглер прийняв виклик. У 3-му раунді Хаглер нокаутував противника. Поєдинок отримав статус Бій року за версією журналу «РИНГ» [Архівовано 20 листопада 2016 у Wayback Machine.]
У березні 1986 року Хаглер зустрівся з непереможеним угандійцем Джоном Мугабе. Хаглер нокаутував противника в 11-му раунді.
У квітні 1987 року відбувся бій між Марвіном Хаглером і чемпіоном в 5 вагових категоріях Шуґаром Реєм Леонардом. Розділеним рішенням суддів переміг Леонард. Рішення було спірним. Після цього бою Хаглер пішов з боксу.
Варто зазначити що, з 13 успішних захистів титулу Марвін Хаглер 12 разів виграв достроково.

## Бій проти Шуґара Рейя Леонарда
Останній свій бій Хаглер провів 6 квітня 1987 року проти, мабуть, найяскравішої суперзірки того часу Шугара Рея Леонарда, у якого перед цим була 3-річна перерва у виступах на ринзі. Згідно передматчевими прогнозами букмекерів, фаворитом бою вважався Хаглер. Ставки на його перемогу приймалися в пропорції чотири до одного. Але поки Марвін розгойдувався і прораховував суперника, Леонард легко і швидко рухався і завдавав кулеметні серії легких ударів, Леонард відірвався за очками за підсумками першої половини бою. А коли Хаглер пристосувався, то йому просто не вистачило кількох раундів, щоб виграти цю зустріч. В результаті Марвін програв розділеним рішенням суддів, а суперечки з приводу переможця цього поєдинку не вщухають в боксерському середовищі і понині. Хаглеру завжди неприємно згадувати про бій з Леонардом. Марвін каже, що Леонард не бився, а тікав від нього весь бій, і що якби не його пресинг і агресія, то цей поєдинок став би огидним видовищем.

## Цікаві факти
- У 1990 році переїхав жити до Італії в місто Мілан.
- Знімався у кінофільмах і рекламі. Найбільш відомі його фільми — Індіанець, «Індіанець 2», «Віртуальна зброя».
- Періодично залучався як експерт до коментування боксерських поєдинків на британському телебаченні.